# ノーフォーク (オンタリオ州)
ノーフォーク（ノーフォーク郡、英: Norfolk County）は、カナダのオンタリオ州南西部に位置する地方行政区のひとつ。歴史的な名称を引き継いでいるため、地名に「郡」の名が残っているが行政レベルは郡ではなく強い行政権を持つ単一層自治体に位置づけられる。市庁舎はシムコーに位置する。

## 歴史
ノーフォークは1792年に郡として組織され、1800年にノーフォークの一部を分割して現在の隣接するハルディマンド郡が設立された。1974年まで分割されていたが、ハルディマンド・ノーフォーク地域として再統合され、行政レベルも格上げされた。
2001年にハルディマンドとノーフォークは再び分割され、いずれも単一層自治体（市）へとさらに格上げされたが、歴史的な理由からそれぞれ「郡」の名称が残された。分割された2001年当初、ノーフォークは「"Town of Norfolk"」と名付けられたが、法的に「ノーフォーク郡（"Norfolk County"）」へと変更された。

## 地理
肥沃な土地が広がっており、気候が安定していることから長くタバコ生産の中心地であった。「タバコ・ベルト」と呼ばれたこの地域の農家では、タバコ消費量の減少と作物の多様化に伴い、タバコ生産からラベンダーやヘーゼルナッツなどの作物へと比重を移している。温室栽培も盛んである。これにもかかわらず、農家たちは収益性の高いタバコ生産の減産に伴う経済的な損失を少しでも減らすよう政府に求めている。2004年に同地方のタバコ生産が与える影響をドキュメントリーした映画「"Tobacco's Last Stand"」が公開された。
ノーフォーク内にはロングポイント (Long Point) と呼ばれる砂嘴があり、エリー湖の北岸の内側に向かって40 km伸びている。1986年にUNESCOの世界生物圏保護区 (World Biosphere Reserve) に登録され、北アメリカ東部における重要な渡り鳥の生息地となっている。

## 主な地区
- シムコー（Simcoe）
- マツ果樹園（Pine Grove）

## 観光地
- ロングポイント州立公園 (Long Point Provincial Park)